# Amel Bouderra
Amel Bouderra, née le 26 mars 1989 à Mulhouse, est une joueuse française de basket-ball. Elle a évolué principalement au poste de meneuse.

## Biographie
D'origine algériennes , sa grande sœur Faeza a également fait une carrière de basketteuse. Après être sortie diplômée en 2006 de l’Université de Miami, elle évolue en Italie à Côme et chez les Espagnoles d’Ibiza. En France, elle passe par Reims, Nantes Rezé et enfin l'Étoile de Voiron où elle met un terme à sa carrière à l'été 2015. sa petite sœur Leia fréquente de même les sélections nationales et le centre de formation de Strasbourg, ce qui permet aux deux sœurs de s'affronter en 2013 lors d'une rencontre de Coupe de France.
Son shoot au buzzer tiré à 25 mètres de l'autre côté du terrain, lors d'un match de championnat contre Nice en octobre 2011 est vu plus de 110 000 fois.
En 2014, elle se fait une entorse lors de la dernière rencontre de la saison régulière, ce qui l'empêche de participer au Challenge Round. Au terme d'une saison réussie avec des statistiques de 10,8 points avec une adresse de 48,1 % à deux points, 5,3 passes décisives et 2,5 rebonds pour 10,9 d’évaluation, elle prolonge son séjour dans les Ardennes pour deux années.
Elle est élue meilleure joueuse française de la saison 2015-2016 avec 12,7 points, 3,4 rebonds et 7,6 passes décisives devant Marine Johannès et Céline Dumerc.
Elle est de nouveau élue meilleure joueuse française en 2016-2017 avec 14,9 points et 7,9 passes décisives pour 16 d'évaluation en 32 minutes de moyenne devant Céline Dumerc et Marieme Badiane, son club alignant 17 victoires et 5 défaites en saison régulière.
En avril 2019, elle amène de nouveau les Flammes Carolo en demi-finales du championnat, dont elle est, tout comme pour l'Euroligue la meilleure passeuse (7,2 passes plus 10,3 points, 6,9 passes plus 8,4 points). Elle n'est cependant pas retenue en équipe nationale dans la présélection pour le championnat d'Europe.
Le 26 avril 2025, pour l'un de ses derniers matchs en carrière professionnelle, elle remporte à Bercy devant 15000 spectateurs la Coupe de France de Basket avec une victoire sur Bourges qui se dessine dans les dernières secondes. Il s'agit du premier titre majeur de sa carrière. 
Elle prend sa retraite sportive à la fin de la saison 2024-2025 pour se consacrer pleinement à son rôle de directrice sportive au sein du club carolo. 

## Équipe de France
Elle est membre en 2009 de équipe de France U20 qui remporte le championnat d'Europe de 2009.
Elle reçoit une première marque d'intérêt en 2013 avec une présélection dans un groupe élargi mais sans disputer de rencontre sous le maillot bleu 
. Après son titre de meilleure joueuse française LFB de 2015-2016, elle est de nouveau présélectionnée et dispute son premier match en équipe de France le 26 mai 2016 face au Japon, puis face à la Serbie : « Nous étions quatre pour le même poste : Céline Dumerc et Olivia Époupa, titulaires indiscutables, Ingrid Tanqueray et moi-même (...) J’ai vécu des moments très forts, comme lors du match face au Japon, lorsque j’ai entendu la Marseillaise et eu la surprise de reconnaître dans les tribunes des supporters de Charleville-Mézières venus m’encourager. » Le groupe est ensuite réduit à 13 avec son départ le 6 juin : « Valérie [Garnier] avait des choix à faire et je sais que ça n’a pas été facile pour elle de m’annoncer qu’elle ne me gardait pas. (...) Elle m’a dit qu’elle était très satisfaite du travail que j’avais fourni et que je pouvais être fière de moi, ce qui est plutôt encourageant, et m’a fait comprendre que la porte de l’équipe de France m’était toujours ouverte. Peut-être fera-t-elle appel à moi pour les qualifications au prochain championnat d’Europe. »
Victime d'une blessure deux jours avant le début de la compétition, Céline Dumerc doit déclarer forfait et Amel Bouderra la remplace in extremis pour le Tournoi olympiques de Rio. Sans avoir pu prendre part aux entraînements à Rio, elle entre en jeu face à la Turquie et s'y montre à son avantage en une quinzaine de minutes avec 4 points, 2 rebonds et 2 passes décisives : « C'est un honneur d'être aux JO mais aux dépens de Céline ce n'est pas très plaisant (...) Donc on doit lui rendre hommage car elle a fait en sorte que cette équipe arrive ici. (...) J'étais restée en forme mais je n'avais pas vraiment de compétition depuis quelque temps et je ne vais pas vous cacher que j'appréhendais le côté basket, (...) Je me suis dit que si je devais entrer en jeu, il fallait que je donne tout ce que j'avais, que j'encourage, que je me batte, et que le reste viendrait. C'est plus ou moins ce qu'il s'est passé et j'espère que ce sera sur une continuité ».
Elle est présélectionnée en équipe de France de basket-ball en vue de la Coupe du monde 2018, mais elle n'est pas retenue dans la sélection finale.

## Clubs
| Saisons   | Équipe                | Pays   |
| 1999-2000 | Mulhouse              | France |
| 2003-2007 | Strasbourg ABC        | France |
| 2007-2025 | Flammes Carolo basket | France |

## Palmarès

### Senior
- Championne de France NF1 en 2010.
- Championne Coupe de France 2025

### Jeunes
- Médaille d'or au championnat d'Europe U20 2009[11].

## Distinctions personnelles
- Meilleure joueuse française de la LFB : saisons 2015-2016[8] et 2016-2017[9]
- Cinq Majeur LFB : saison 2017-2018[19]